# Bolivie aux Jeux olympiques d'été de 1988
L'équipe olympique de Bolivie participe aux Jeux olympiques d'été de 1988 à Séoul. Elle n'y remporte aucune médaille. La nageuse Katerine Moreno est la porte-drapeau d'une délégation bolivienne comptant 7 sportifs (6 hommes et 1 femme).